# Progress in Energy and Combustion Science
Progress in Energy and Combustion Science (в переводе с англ. «Достижения в энергетике и науке о горении») — один из наиболее авторитетных научных журналов в области энергетики, топлив, физики и химии горения. В нём публикуются обзорные статьи с результатами фундаментальных и прикладных исследований процессов горения, новых топлив и перспективных направлений энергетики.

## Тематика
Журнал ориентирован на специалистов, занимающихся теоретическими, экспериментальными и численными исследованиями горения, разрабатывающих новые топлива и перспективные технологии в энергетике. Каждый выпуск журнала содержит подборку тематических обзорных статей по одной из актуальных проблем горения или энергетики. Большой объём обзорных статей, заметно превышающий объём оригинальных исследовательских публикаций, позволяет отразить текущее состояние проблемы и привести обширную библиографию. 

## Издание
Журнал Progress in Energy and Combustion Science выпускается издательством Elsevier с 1975 г. Выходит с периодичностью шесть номеров в год. Импакт-фактор журнала в 2012 году был равен 15,089. В 2008—2012 годах журнал регулярно занимал первые места по цитируемости в таких предметных категориях, как Energy & Fuels, Mechanical Engineering, Chemical Engineering и Thermodynamics.